# Episodi de La fuga di Logan
La prima ed unica stagione de La fuga di Logan è stata trasmessa negli Stati Uniti dal 16 settembre 1977 al 6 febbraio 1978. In Italia è stata trasmessa da Italia 1 dal 19 febbraio 1984 al 7 marzo 1984.
| nº | Titolo originale | Titolo italiano           | Prima TV USA      | Prima TV Italia  |
| -- | ---------------- | ------------------------- | ----------------- | ---------------- |
| 1  | Logan's Run      | La fuga di Logan          | 16 settembre 1977 | 19 febbraio 1984 |
| 2  | The Collectors   | I collezionisti           | 23 settembre 1977 | 2 marzo 1984     |
| 3  | Capture          | La caccia                 | 30 settembre 1977 | 5 marzo 1984     |
| 4  | The Innocent     | L'innocente               | 10 ottobre 1977   | 22 febbraio 1984 |
| 5  | Man Out of Time  | L'uomo venuto dal passato | 17 ottobre 1977   | 7 marzo 1984     |
| 6  | Half Life        | Esistenza a metà          | 31 ottobre 1977   | 6 marzo 1984     |
| 7  | Crypt            | Cripta                    | 7 novembre 1977   | 1º marzo 1984    |
| 8  | Fear Factor      | Fattore paura             | 14 novembre 1977  | 20 febbraio 1984 |
| 9  | Judas Goat       | Attento Giuda             | 19 dicembre 1977  | 23 febbraio 1984 |
| 10 | Future Past      | Futuro passato            | 2 gennaio 1978    | 24 febbraio 1984 |
| 11 | Carousel         | Carousell                 | 16 gennaio 1978   | 29 febbraio 1984 |
| 12 | Night Visitors   | Visitatori notturni       | 23 gennaio 1978   | 21 febbraio 1984 |
| 13 | Turnabout        | Giro di boa               | 30 gennaio 1978   | 28 febbraio 1984 |
| 14 | Stargate         | La porta delle stelle     | 6 febbraio 1978   | 27 febbraio 1984 |